# Гуляев, Вадим Николаевич (артист балета)
Вадим Николаевич Гуляев (род. 2 мая 1947, Ломоносов, Ленинградская область) — советский и российский артист балета, педагог, народный артист РСФСР (1983).

## Биография
Вадим Николаевич Гуляев родился 2 мая 1947 года в Ломоносове Ленинградской области. В 1966 году окончил Ленинградское хореографическое училище (педагоги Н. Зубковский, В. Фидлера). В 1987 году окончил балетмейстерское отделение Ленинградской консерватории (класс О. Виноградова). 
В 1966—1989 годах был солистом балета Ленинградского театра оперы и балета им. С. М. Кирова. Первой его творческой удачей была роль Адама («Сотворения мира»). Составил уникальный дуэт со своей основной партнёршей Натальей Большаковой.
После окончания сольной карьеры вместе с Натальей Большаковой работал педагогом-репетитором в родном Мариинском театре. С 1989 года они преподавали классический танец в Осаке (Япония). С 1994 год преподавали в Германии. Работал хореографом в Екатеринбургском театре оперы и балета.

## Премии и награды
- 2-я премия Международного конкурса артистов балета в Варне (1968).
- 3-я премия Международного конкурса артистов балета в Москве (1969).
- Заслуженный артист РСФСР (10.05.1977)[3].
- Народный артист РСФСР (5.07.1983).

## Работы в театре

### Первый исполнитель
- «Ромео и Юлия» на муз. Берлиоза (1969, балетм. И. А. Чернышёв, творческий вечер И. Колпаковой, 1970) — Ромео
- «Сотворения мира» Петрова (балетм. Н. Д. Касаткина и В. Ю. Василёв) — Адам
- «Горянка» Кажлаева (пост. О.М. Виноградова) — Юноша
- «Зачарованный принц» Бриттена (пост. О. Виноградова) — принц Саламандра
- «Икар» С. Слонимского — Икар
- «Нарцисс», «Дорога» («Хореографические новеллы», 1977, балетм. Д.А. Брянцев) — солист
- «Гусарская баллада» Хренникова (1979, балетм. Д. Брянцев и О. Виноградов) — поручик Ржевский
- «Пушкин» (балетм. Н. Касаткина и В. Василёв) — Пушкин
- «Фея Рондских гор», пост. О. Виноградова) — Андрес
- «Ревизор», 1980, пост. О. Виноградова) — Хлестаков
- «Три товарища» — Матрос
- «Витязь в тигровой шкуре» (1985, пост. О. Виноградова) — Автандил
- «Тиль Уленшпигель» (1977, пост. В. Елизарьева) — Тиль
- «Педагогическая поэма» (пост. О. Виноградова) — Воспитатель
- «Барьер», «Ария», дуэт на муз. И. Брамса, «Бахватрита» (1981, балетм. Л. М. Лебедев, творческий вечер Н. Большаковой и Гуляева).

### Партии в балетах
- «Лебединое озеро» — па-де-труа, Зигфрид
- «Щелкунчик» — Щелкунчик-принц
- «Жизель» — граф Альберт
- «Раймонда» — Трубадур
- «Баядерка» — Золотой божок
- «Золушка» — двойка кавалеров, Вакх; Принц
- «Спящая красавица»  -  Голубая птица, принц Дезире
- «Шопениана» (редакция О. Виноградова) — Юноша
- «Дон Кихот» - Базиль
- «Бахчисарайский фонтан» - Вацлав
- «Сильфида» — Джеймс
- «Горянка» (пост. О. Виноградова) — Осман
- «Собор Парижской богоматери» (балетм. Р. Пети) — Квазимодо
- «Пахита» — Па-де-труа
- фрагмент из балета «Бахти» (балетм. М. Бежар)

## Фильмография
1. 1971 — Балет в миниатюрах (фильм-концерт) — дуэт с В. Ганибаловой, «Адажио Альбинони», постановка И.Чернышёва
2. 1973 — 12 писем из Дальногорска (телеспектакль) — Игорь (поёт С. Лейферкус)
3. 1977 — Галатея — Альфред Дулитл, отец Элизы
4. 1982 — Семь красавиц (Yeddi Gözəl, «Азербайджанфильм») — Бахрам
5. 1989 — Спящая красавица